# Крюковка (Восточно-Казахстанская область)
Крю́ковка (каз. Крюковка) — село в Шемонаихинском районе Восточно-Казахстанской области Казахстана, входит в состав Волчанского сельского округа. Код КАТО — 636837600.

## География
Село расположено в центральной части Шемонаихинского района, на правом берегу реки Уба, к востоку от административного центра сельского округа села Волчанка, в 19 километрах к юго-востоку от районного центра города Шемонаиха. Ближайшая железнодорожная станция Шемонаиха — расположена в 21 километрах к северо-западу (по дороге — 26,6 км). Соседние населённые пункты: Выдриха к югу, Волчанка к западу, Кандыковка в 5 километрах к востоку. Транспортное сообщение осуществляется по автомобильной дороге KF-39 «Шемонаиха — Большая Речка» (36 км). Высота центра населённого пункта — 341 метров над уровнем моря.

## Население
| Численность населения | Численность населения | Численность населения |
| 1989                  | 1999                  | 2009                  |
| --------------------- | --------------------- | --------------------- |
| 273                   | ↘247                  | ↘146                  |

Процентное соотношение численно-преобладающих национальностей согласно переписи 1989 года:
| Национальность | Процентное соотношение |
| -------------- | ---------------------- |
| Русские        | 75 %                   |
| Другие         | 25 %                   |